# 奥依语
奥依语（法語：langue d'oïl，法語發音：[lɑ̃ɡ dɔjl]）是罗曼语族的一支，源自现在法国卢瓦尔河以北、一部分比利时和海峡群岛的地区。
奥依语通常是指整个奥依语支的语言，而奥依语中使用最多的變體是法语。但是有时，奥依语又用来指除法语外的所有奥依语言。自从20世纪中叶之后，在法语中若指整个语支的语言，改用了复数形式的“langues d'oïl”来表示。
在历史角度上，奥依语指旧法语，以便区分高卢-罗曼语支，如奥克语。

## 历史
“奥依”（oïl）是古法语词，原意為「是」、「然也」的意思，即現代法語的“oui”。
在中古时期意大利诗人但丁以拉丁语写成的《论俗语》（De vulgari eloquentia）中：“nam alii oc, alii si, alii vero dicunt oil”（“有些人说 ‘oc’、其他一些人说‘si’, 其他一些人说‘oïl’”），显示了罗曼语族区可分为三种：oïl（奥依语，在法国北部）、oc（奥克语，在法国南部）和si（意大利和伊比利亚半岛）。通俗拉丁语发展出表达同意的几种说法：“hoc ille”（“that (is) it”）和“hoc”（“that”），它们相对地演变成奥依语和奥克语。后续的语言发展，把“oïl”演变成现在法语的“oui”。（其他罗曼语族语言的“是”是由拉丁语“sic”而来 ，如西班牙语的“sí”、意大利语的“sì”和葡萄牙语的“sim”。）
现在语言学家普遍把中古时期在法国使用的语言依区域划分为三个组别：两个大的组别为奥依语和奥克语，第三个组别为法兰克-普罗旺斯语，被看成为上述两个组别的过渡语言。
奥依语的语言过渡，沿比利时直到法国的北部、中部和海峡群岛，形成方言连续体。
现在称为法语的语言，是奥依语的一种，但在法国多个世纪的历史中，曾有一大群并非使用法语的奥依语社群，另外还有不是使用奥依语的人口（参看法国语言）。
在中古时期，虽然有过各种奥依语在文学标准上的争夺，但在法兰西王国的中央统治下（以至在法兰西王国以外），使大多数奥依语在数个世纪中处于相对寂静的状态。
法语的兴起，主要有两种理论解释：

### 法兰西岛方言理论
有人认为法兰西岛方言（Francien），即在巴黎地区以至“旧政体”所使用的语言，在法国王朝中因为国王的使用，使其变成了全国的官方语言。这些人声称法兰西岛方言演变成今天的法语。
虽然在流通的教科书中仍提及法兰西岛方言理论，但这理论现在的语言学者多不再重视。

### 法国通用语理论
多数语言学者提出的理论，指出从维莱科特雷法令强制推行并取代拉丁语的“法语”，并不是单一种特定形式的奥依语，而是普遍通行的行政语言，各地区语言的变异被除去，成为一种大家都能明白的通用语。
有议论说这种语言并非打算成为国家语言，它只是一种在法律和行政上使用的语言。但这种新语言的文学发展，促使了作家使用法语，而非本来的区域语言。这引致了本土文学的衰落。
直至第一次世界大战前，法语还未是法国人的主要语言——区域性的语言仍是法国人在家中或生活范围内的语言，而奥依语的情况也大致如此。

## 文学

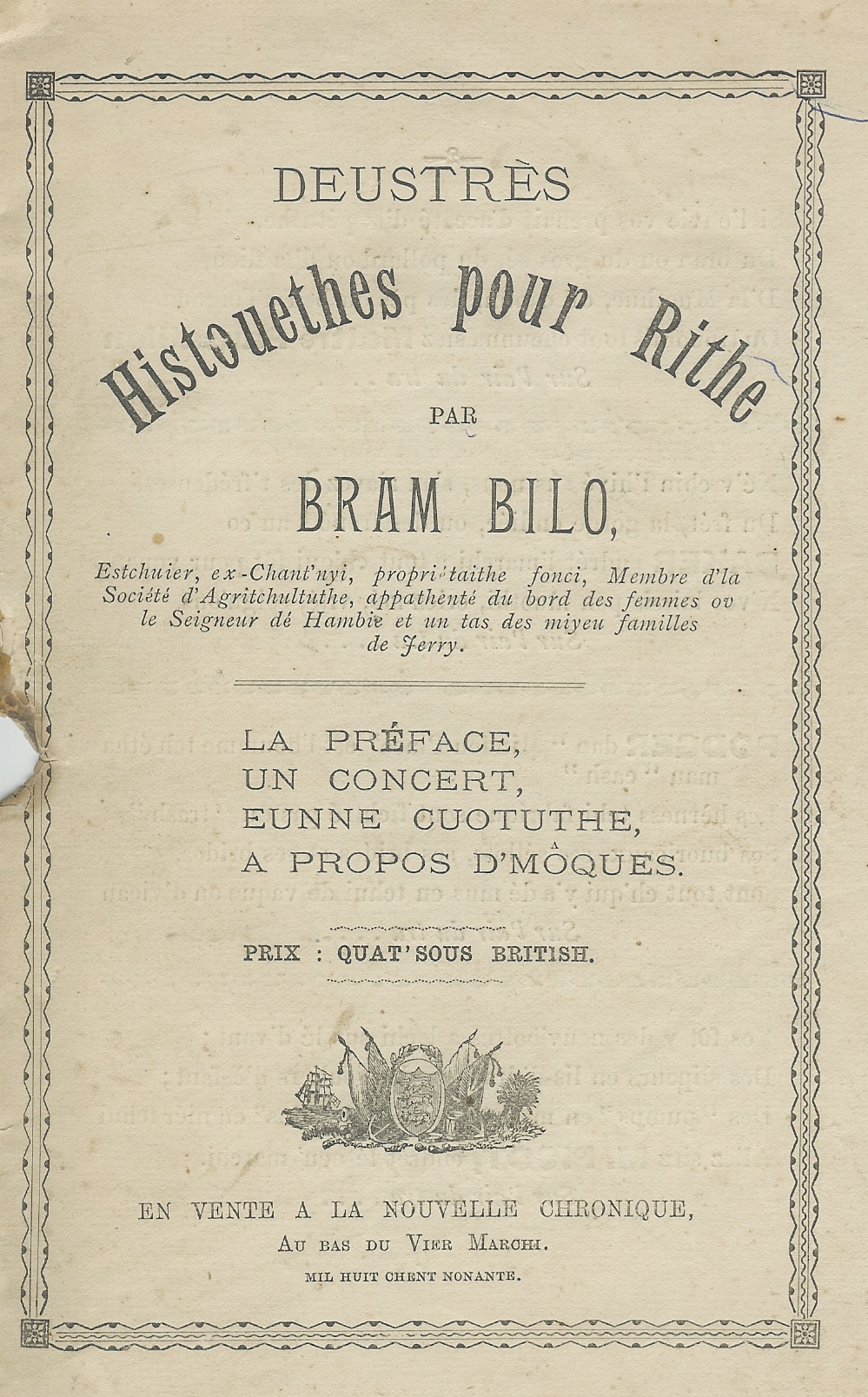
19世纪使用泽西语写成的短篇故事

除了法国文学的影响外，其他奥依语的小规模文学作品仍能维持。在皮卡第语和普瓦图-桑通日语中，戏剧编写最为突出。口述表演（说故事）是高卢语的特色，而诺曼语和瓦隆语文学，尤其是19世纪初期，侧重文字和诗句（例子可参见韦斯和泽西语文学）。

## 状况

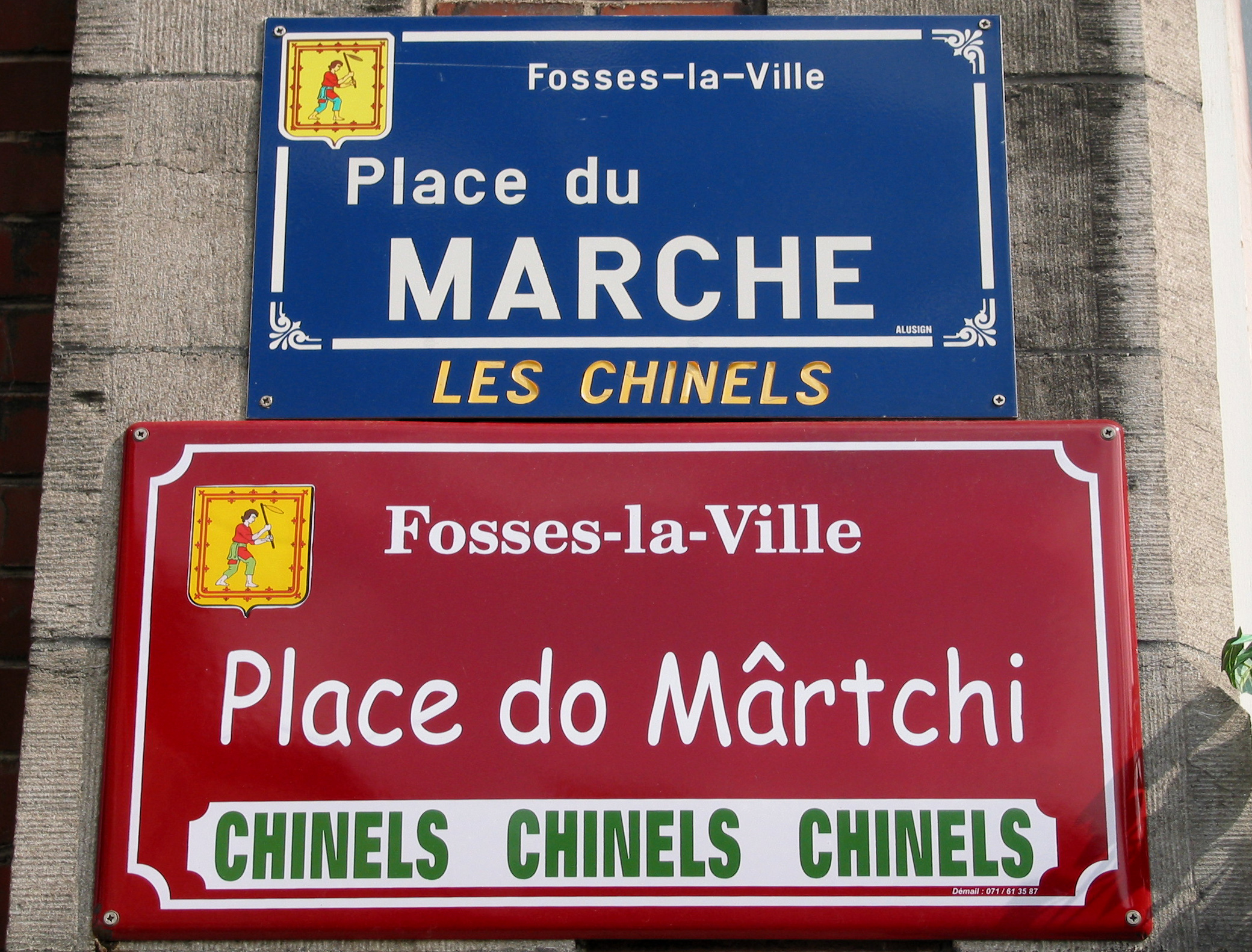
以法语和瓦隆语两种语言写成的市集名牌

奥依语各语言，除法语外（法语是很多国家的官方语言），很少受到正式的认可。
现时，瓦隆语、洛林语（以戈姆方言为当地名字）和香槟语，在瓦隆尼亚地区有区域性语言的地位。
在海峡群岛上的语言，获得行政区（Balliwick）政府给予一定的地位，在区域语言上也得英国－爱尔兰理事会认可。
法国政府认可奥依语为法国语言，但未在欧洲区域或少數民族语言宪章宪法上的正式批准。

## 影响

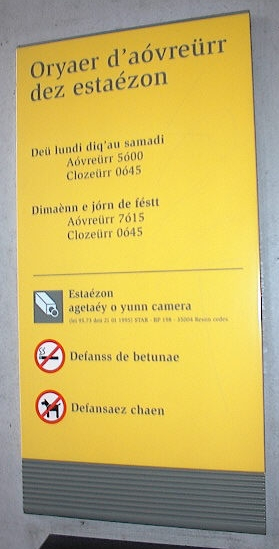
在雷恩地铁的加洛语告示

英语在英国被诺曼人征服之后，受到很大的影响，很多词汇都采用了诺曼语的典型特色。
比利时法语可看到部分受到瓦隆语影响。
奥依语或多或少受到征服当地的日耳曼人所影响，尤其是法兰克人。
在北美洲、法语的发展受原本来自法国西北部的移民所影响，他们之中有很多把奥依语的特征融入了他们所的法语之中。

## 奥依语分支

奥依语分布区

有理论按互通性划分出五个奥依语方言区：

### 法兰克区（zone francique）
- 皮卡第语
- 瓦隆语
- 洛林语
- 北诺曼语（使用于若雷线以北）
- 东香槟语

### 法兰西岛区（zone francienne）
- 法语

非标准变体：
- 奥尔良语（法语：orléanais (langue)）
- 图赖讷语（法语：Tourangeau (idiome)）（不要与图赖讷地区法语（法语：Français régional de Touraine）混淆）
- 贝里语（法语：berrichon）
- 波旁方言（法语：Bourbonnais (dialectes)）
- 西香槟语

### 勃艮第区（zone burgonde）
- 勃艮第语
- 弗朗什-孔泰语

### 阿摩里卡区（zone armoricaine）
- 东阿摩里卡：安茹语（法语：Angevin）、马耶讷语（法语：mayennais）、勒芒语（法语：Parler sarthois）；南诺曼语（使用于若雷线以南）
- 西阿摩里卡：加洛语

### 普瓦图-桑通日区（zone poitevino-saintongeaise）
以普瓦图和桑通日地区命名
- 普瓦图-桑通日语（分为普瓦图方言、桑通日方言）